# Chiesa della Beata Vergine Assunta (Sardara)
La chiesa della Beata Vergine Assunta è un edificio religioso situato a Sardara, centro abitato della Sardegna sud-occidentale. Consacrata al culto cattolico è sede dell'omonima parrocchia e fa parte della diocesi di Ales-Terralba.

Edificata nei primi decenni del 1600, probabilmente su una preesistente chiesa romanica, è dotata di torre campanaria a canna quadrata, costruita tra il 1634 e il 1639, demolita e poi ricostruita nel 1706. Al suo interno sono presenti un antico organo a canne del 1758, un pregevole altare marmoreo e statue lignee, tra cui quella di san Bartolomeo, i busti lignei dei santi Pietro e Paolo e un retablo con altare ligneo della Madonna d'Itria del XVIII secolo.

## Galleria d'immagini

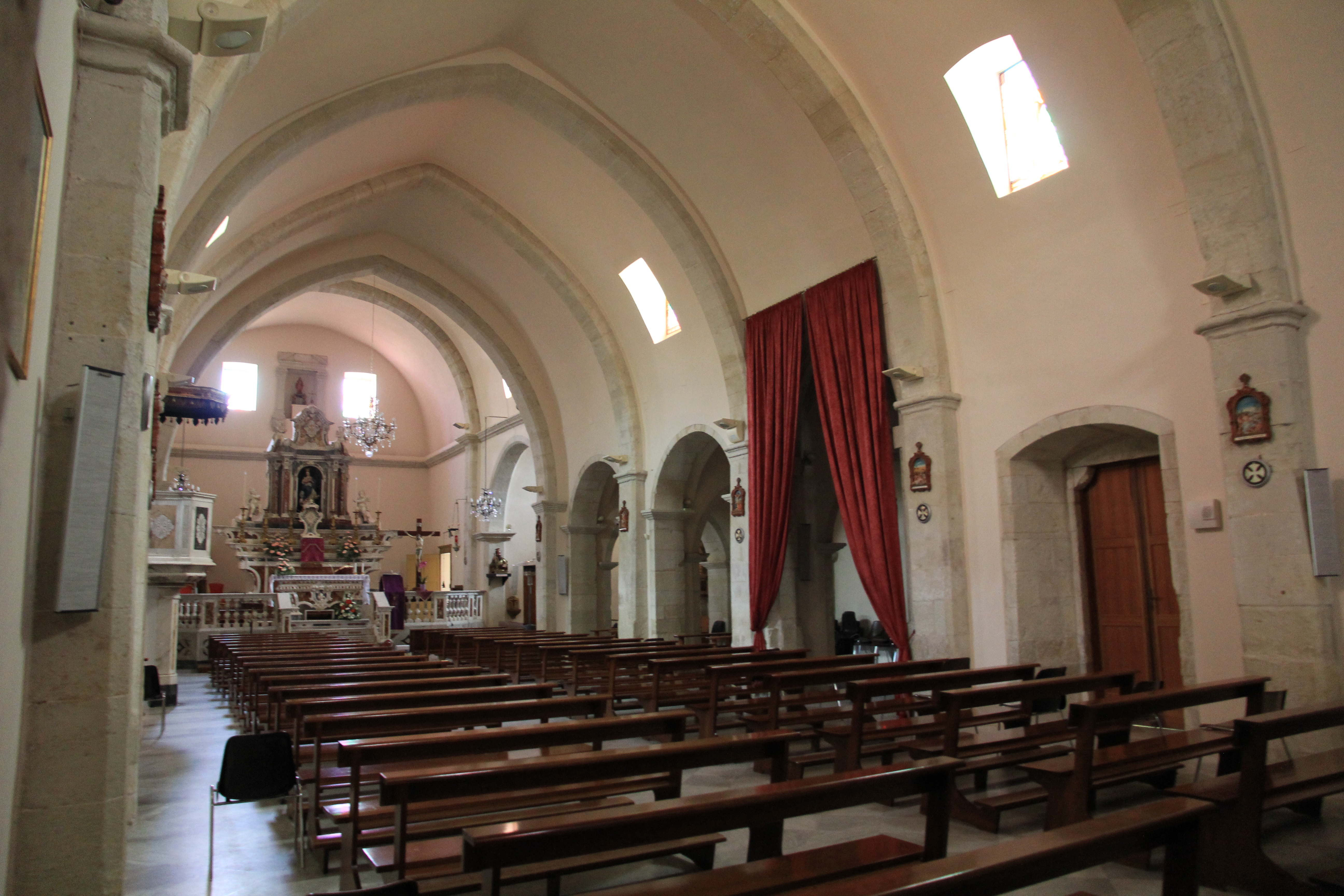
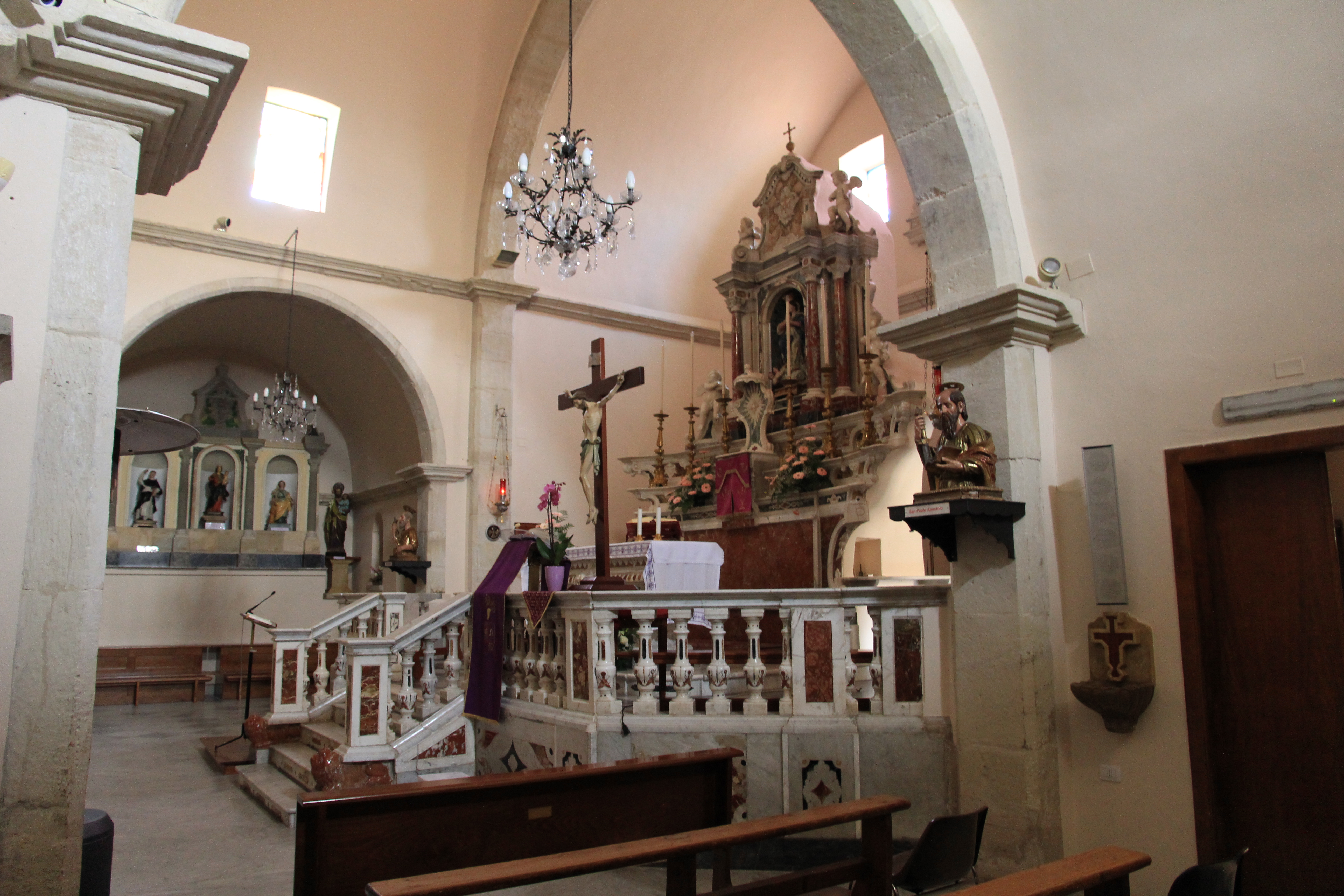
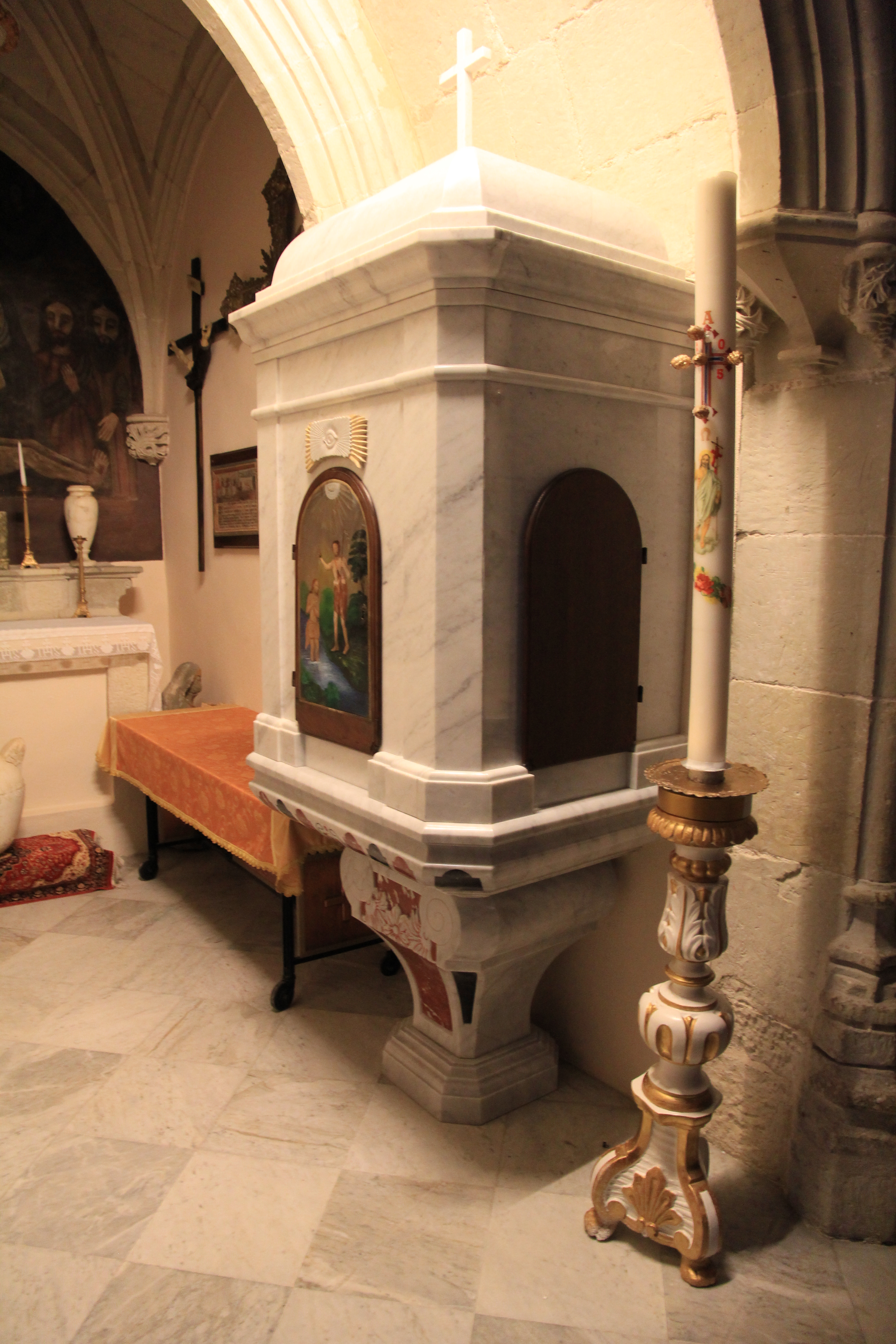
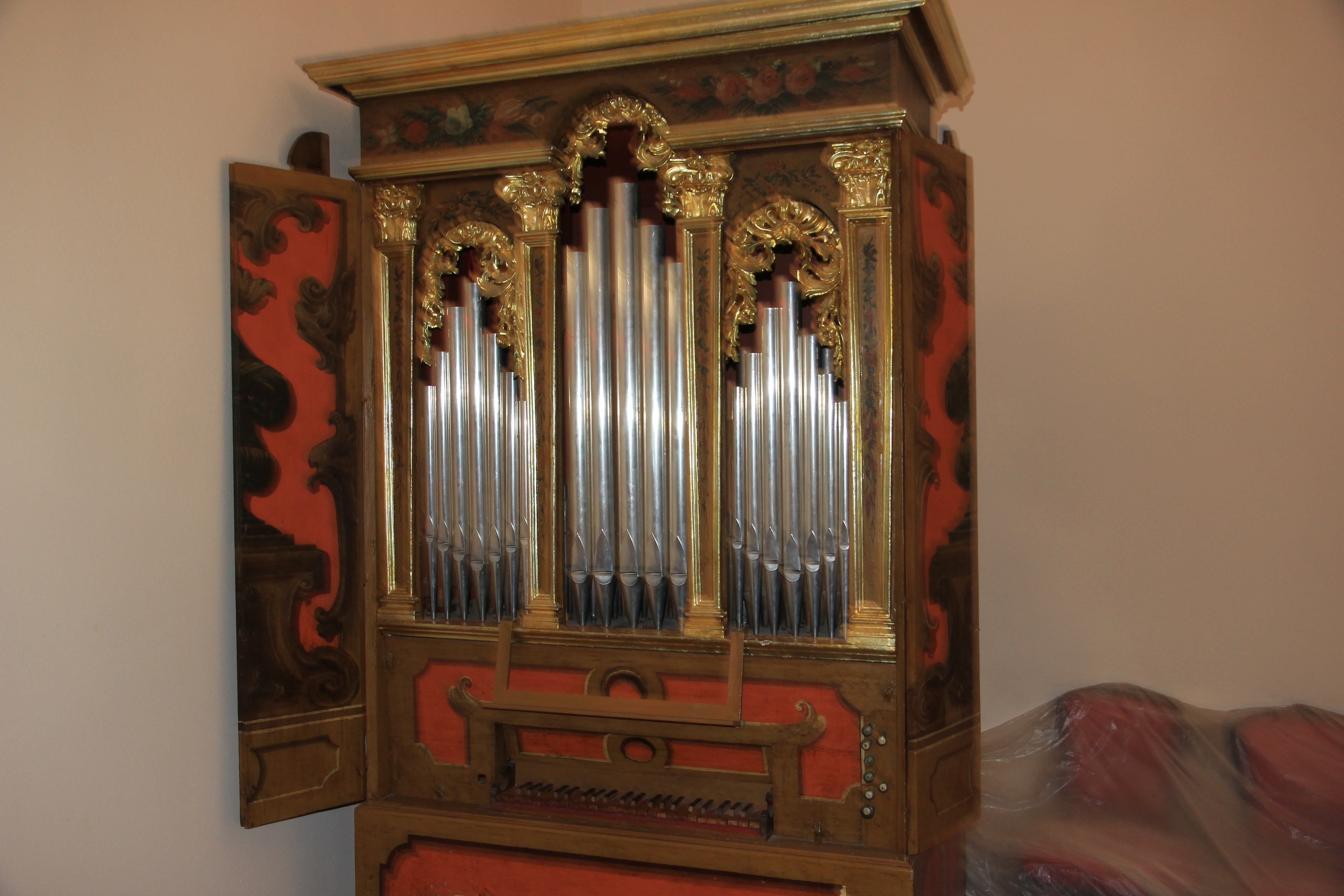
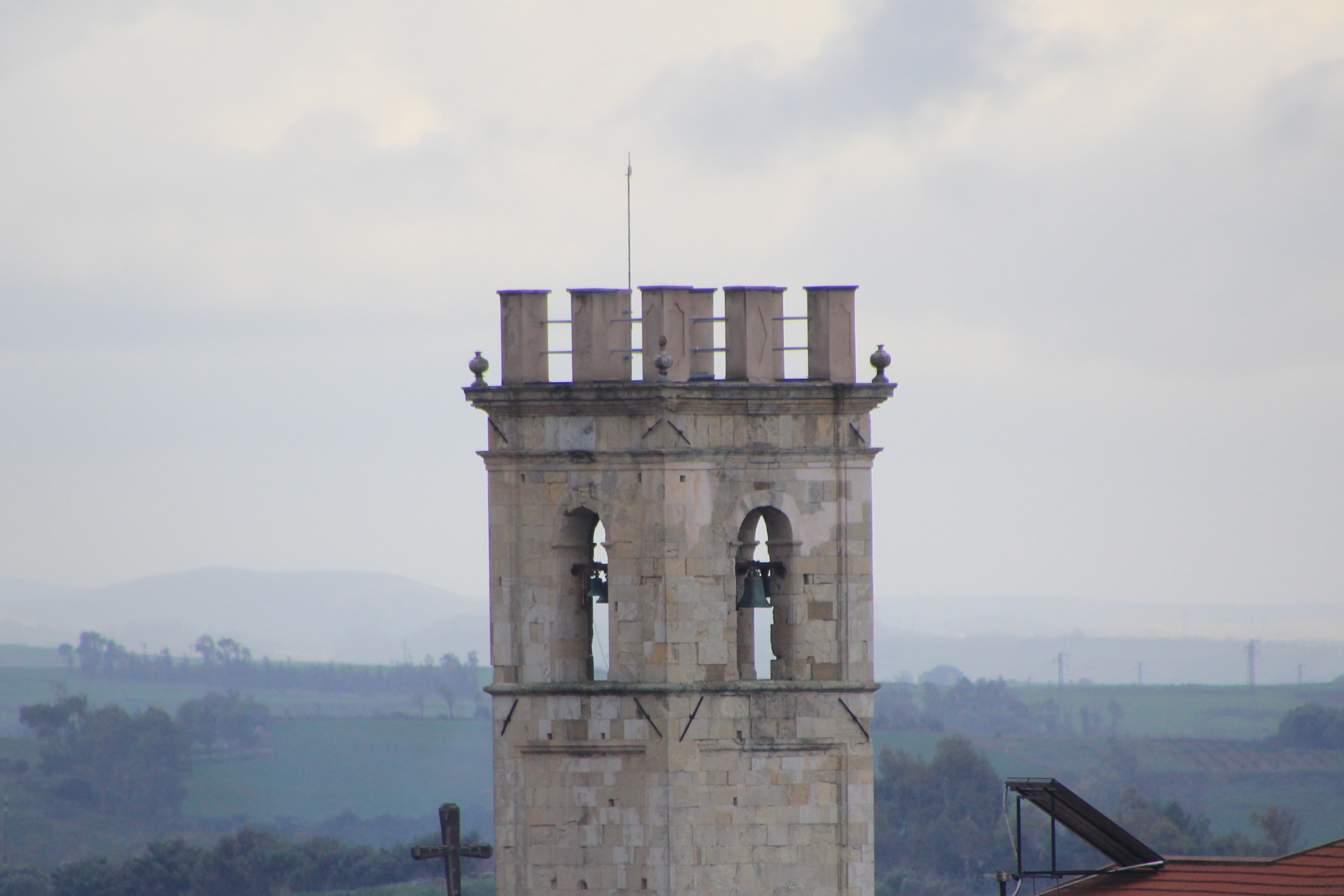